# Ilybius wasastjernae
Ilybius wasastjernae là một loài bọ cánh cứng trong họ Bọ nước. Loài này được C.R.Sahlberg miêu tả khoa học năm 1824.